# Tim Forsyth
Tim Forsyth, właśc. Timothy Charles Forsyth (ur. 17 sierpnia 1973 w Mirboo North) – australijski lekkoatleta, skoczek wzwyż, medalista Igrzysk olimpijskich (1992) jak również olimpijczyk z 1996 i 2000 roku, medalista mistrzostw świata.

## Sukcesy
- srebrny medal podczas mistrzostw świata juniorów (Płowdiw 1990)
- brąz na igrzyskach olimpijskich (Barcelona 1992)
- srebrny medal podczas mistrzostw świata juniorów (Seul 1992)
- złoto igrzysk Wspólnoty Narodów (Victoria (Kolumbia Brytyjska) 1994)
- brązowy medal mistrzostw świata (Ateny 1997)
- brązowy medal igrzysk Wspólnoty Narodów (Kuala Lumpur 1998)
- 6-krotne mistrzostwo Australii (1991, 1992, 1993, 1994, 1997 oraz 1998)[potrzebny przypis]

## Rekordy życiowe
- Skok wzwyż - 2,36 (1997) rekord Australii i Oceanii
- Skok wzwyż (hala) – 2,33 (1997) były rekord Australii i Oceanii